# Zaslon

## Zaslon

### Savacium I
Ispoljava vremenski i prostorni kontinuitet, od neolita starčevačke kulture do rimskog doba, od 5000 god. pre H. do V veka posle H. Kao rimski kastel u narocitoj vezi za Sirmiumom, i u vezi sa rimskim utvrđenjima Singidunum i Sirmium, na putu Salona-Solun, Rim-Solun. Svoj procvat doživljava za vreme sremskog cara Konstancija. Savacium, je lociran na markatnom geohidrološkom mestu, usća Drine u Savu izuzetne bosansko-dinarske sedimentacije i savskom paleo otoku mišarske ovojnice. Sloj šljunka na ovom praistorijskom mestu je nekoliko metara veći od trenutnog ušća Drine u Savu. Ta sedimentacija omogućila je čuvanje i nalaz paleoontoloskih ostataka mamuta, na teritoriji paleo naselja.

#### Paleodubona, Paleosavacium I
Radom Šljunkare danas je potpuno uništeno veće naselje locirano na nekadašnjoj obali Save. Protezalo se u duzini od 350 metara Starčevacka kultura starijeg neolita Srbije.
Za izradu finije keramike upotrebljavana je koštana gladilica. Jedan primerak je pronađen na lokalitetu Dumača. Komadi gorskog kristala ukazuju na to da su i nasi nekadašnji zemljaci poznavali razlike u tvrdoći različitih vrsta kamena, i da su tvrđe primenjivali u obradi mekših. Nađene su i veće količine tegova od pečene zemlje, vertikalno su bušeni. Takođe i valjkastih, koji su sluzili kao nakit. Vreme od 5000 do 3000 god.
Najbogatije nalazište paleontoloskih ostataka, naročito mamuta. U muzeju se nalazi nekoliko kostiju noge, kao i zubi odraslog mamuta.
Najbrojniji arheološki nalazi na teritoriji Šapca potiču sa područja naselja Dumača. Ovaj lokalitet čini organsko jedinstvo sa teritorijom susednog Mišara, pa se na osnovu nađenih objekata dolazi do zaključka da se u ova slučaja radi o jednom antičkom naselju , čije nam je ime za sada nepoznato. Sigurno je da je ova naseobina doživela procvat u vreme cara Konstancija (Iulius Constantius Augustus). Na našem lokalitetu zatečeni su pored pokretnog arheoloskog materijala – i arhitektonski ostaci, koji navode na pomisao da su na njemu, još u to vreme postojale zgrade od tvrdog materijala. S druge strane, na prostoru od preko 2km² izoravaju se i danas tipične rimske kvadratne opeke, pa, kamen i malter, koji ukazuju na to da je građevina bilo i na tim mestima, a preostali delovi vodovodnih i kanalizacionih sistema, potvrđuju zakljucak da je naselje bilo organizovano na principu gradskog, i da je verovatno služilo i za snabdevanje vojske u utrvrdjenju.
Lokalitet Ćeramidište (Savacium Ia), njive PIK Mačva, rimsko naselje, III-IV vek, 1962. temelji i pod manje bazilike sa apsidom, orijentisane istok-zapad.

## Savacium
Ovaj lokalitet leži na desnoj obali Save i poznat je po nalazimo iz Rimske epohe. Ranijim rekognosticiranjem bilo je utrđeno postojanje i praistorijskog naselja. Raniji profili omogućili su da se govori samo o jednom delu lokaliteta. Međutim, sada, moglo se zaključiti da se on proteže i izvan konstatovane zone, tako da su nalazi raštrkani i da ih ima mestimično tj. tamo gde su koncentrisane pojedine zemunice. Prikupljanjem fragmenata keramike iza bagera koji su rušili, duž profila slojeve šljunka, moglo se naći dosta materijala, ali kako je ovaj bio bez ikakvih stratigrafskih podataka, otvorena je sonda koja je pokazala da se radi o jednoslojnom naselju sa čistom starčevackom kulturom, bez ikakvih stranih primesa. 
Naselje je bilo locirano na rečnoj terasi nastaloj nagomilavanjem rečnog šljunka, preko koga se složio manji sloj lesa. Terasa je bila nešto uzdignutija na svom srednjem delu, koji je imao 500 m dužine i 150 m širine, stvarajući na sredini tel od kulturnog sloja.
Dalje niz Savu, kao i na prostoru Mišara i Macvanske Mitrovice, ima na više mesta tragova manjih rimskih utvrdjenja i kastela, postavljenih na onim terenima gde je veća preglednost obale reke Save.
Kasteli su obicno bili pravougaona oblika sa polukruznim kulama na uglovima. Izmedju kula na zidnim platnima nalazile su se kapije, a u sredini prostor za komandu posade. Veličina ovog utvrđenja zavisila od veličine posade smeštene u njemu, i kretala se od 20x20 do 100x100 m. Pored utvrđenja nicala su naselja pod imenom kanaba, u kojima su živele porodice vojnika sa službom u utrđenju.
Gradjevinskih ostataka osim zemunica nije bilo, sem što je po izjavama bagerista na pojedinim mestima bilo crvene zemlje.
Dumača (sa pritokama Milosevica i Mamutov potok) povezuje rimski kastel Konjušu iz doba Sabatija Justinijana sa rimskim Savaciumom. Rimsko naselje se nalazi na obalama Save i Dumače, i opisano je tokovima ovih reka.
Na rimski sloj se svakako naslanja i slovenski sloj, prema odredjenim nalazima, slovenska kultura se i nešto nizvodno povezuje sa vislanskom kulturom.
Ostala rimska nalazišta ne pokazuju ni približnu slojevitost, kao paleosavsko, i po svoj prilici zatim, naselja se ređaju prostorno uzvodno.

## Zaslon
Kao treći relevantni, i registrovani vremenski sloj je Zaslon. Prvi zapis Zaslona odnosi se na 1454. godinu i Nicola conte di Xaslon, koji je mačvanski Nikola Iločki.
Novaković navodi:"nekoliko godina pre ovog rata, u nameri da za se zadobije simpatije srpske, kralj Matija je u neku ruku obnovio i ugaseno vec, ali svakome zivo u pameti dostojanstvo despota kraljevine Srbije i dostojanstvo kralja Bosne, poklonivsi prvo svome vlastelinu Vuku Grugericu Brankovicu, a drugo svome vlastelinu Nikoli Ilockome." 
U našim izvorima, srpski letopisac zapisuje: priimi Mateašь kralь i Vukь despotь Zaslonь gradь na rěcě Savi. "I tozde leto 6984 primi kralj Matijas i Vuk Despot Zaslon grad na reci Savi, ize zovet se Sabac."
Zaslonь gradь na Savi ježe zovet se po grьčьskomu jeziku Šabasь
Zaslon je lociran na zapadnoj padini Jevrejskog groblja, okrenutoj bari Bent i podrucju HI Zorke (Dumača)
Vremenski pripada 12-13 vek. Aprila 1968, neko manje naselje, na padini okrenutoj bari Bent, po površini se nalaze fragmenti keramike.
U Šapcu se nađen keltski novac. Latensko doba. 
Železnicki most preko Dumače. Prilikom izvođenja zemljanih radova na dubini od 4. metra, nađeno je manje koplje sa broznanom plocicom, doba latensko, 1963.
Sabaczii expugnatio successit - quamvis a Savo. Savacium fortasse melius diceremus

## Literatura
- Antonii Bonfinii, Rervm Hvngaricarvm Decades Libris XLV, 1895.
- Novakovic, Stojan. Beleške k istoriji Šapca i šabačke vladičanske stolice. 1887.
- Šabac u prošlosti, I, Istorijski arhiv Šabac, 1970.
- Vasiljević, M. Dumaca, Arheoloskih pregled, 10, Beograd, 1968
- Vasiljević, M. Topografija arheoloških nalazišta i spomenika, Godišnjak istorijskog arhiva, 7, Šabac, 1969
- Arheološki spomenici i nalazišta u Srbiji, I, Zapadna Srbija, Gradja IX, Arheološki Institut, 2 , Beograd, 1953